# Hymna Severní Makedonie
Hymna Severní Makedonie je píseň
Denes nad Makedonija (Денес Над Македонија, česky Dnes nad Makedonií). Slova napsal v roce 1942 Vlado Maleski, jeden z významnějších makedonských spisovatelů. Hudbu složil Todor Skalovski. Po 2. světové válce se tato píseň stala hymnou jugoslávské makedonské republiky a později byla přijata jako oficiální hymna nezávislého makedonského státu.

## Text v makedonštině (cyrilice)
Денес над Македонија
Денес над Македонија се раѓа

Ново сонце на слободата!

Македонците се борат

За своите правдини!

Македонците се борат

За своите правдини!

Одново сега знамето се вее

На Крушевската република!

Гоце Делчев, Питу Гули,

Даме Груев, Сандански!

Гоце Делчев, Питу Гули,

Даме Груев, Сандански!

Горите македонски шумно пеат

Нови песни, нови весници!

Македонија слободна,

Слободно живее!

Македонија слободна,

Слободно живее!

## Text v makedonštině (latinka)
Denes nad Makedonija
Denes nad Makedonija se raďa

novo sonce na slobodata

Makedoncite se borat

za svoite pravdini!

Makedoncite se borat

za svoite pravdini!

 

Odnovo sega znameto se vee

na Kruševskata Republika

Goce Delčev, Pitu Guli

Dame Gruev, Sandanski!

Goce Delčev, Pitu Guli

Dame Gruev, Sandanski!

 

Gorite Makedonski šumno peat

novi pesni, novi vesnici

Makedonija slobodna

slobodna živee!

Makedonija slobodna

slobodna živee!

## Text v češtině
Dnes nad Makedonií
Dnes se nad Makedonií rodí

nové slunce svobody!

Makedonci bojují

za svá práva!

Makedonci bojují

za svoje práva!

Znovu vlaje vlajka

Kruševské republiky!

Goce Delčev, Pitu Gruli,

Dame Gruev, Sandanski!

Goce Delčev, Pitu Gruli,

Dame Gruev, Sandanski!

Makedonské hory zpívají!

Nové písně, nové zprávy!

Makedonie je svobodná,

svobodně žije!

Makedonie je svobodná,

svobodně žije!